# Robert Dickow
Robert Dickow (* 1949 in San Francisco) ist ein US-amerikanischer Komponist, Hornist und Musikpädagoge.
Dickow hatte als Kind Klavier- und Violinunterricht und begann im Alter von zehn Jahren Horn zu spielen. Zwölfjährig wurde er Hornist beim California Youth Symphony, später Solohornist. Er studierte Horn bei Charles Bubb und Ralph Hotz vom San Francisco Symphony Orchestra und trat nach Abschluss der Highschool mit so unterschiedlichen Musikern wie Ornette Coleman und Bing Crosby, Seiji Ozawa und Robert Craft auf. 1969 war er Mitglied des Amici Della Musica Chamber Orchestra, danach Erster Hornist des San Francisco Opera Orchestra.
Er setzte seine Ausbildung an der University of California in Berkeley fort, wo er einen Doktorgrad im Fach Komposition erlangte. Daneben trat er mit dem San Jose Symphony Orchestra, dem San Francisco und dem Oakland Symphony Orchestra und dem San Francisco Wind Quintet auf. Als Gewinner des George Ladd Prix de Paris lebte er von 1973 bis 1975 in London und arbeitete hier mit dem Fitzwilliam String Quartet, den Park Lane Players, dem Orchestra of St. John's-Smith Square und dem American Horn Quartet.
Nach zwei Jahren Lehrtätigkeit in Berkeley unterrichtete er an der Transylvania University in Lexington, schließlich an der Northwestern University. Er tritt mit dem Bläserquintett der Lionel Hampton School of Music und der Spokane Symphony auf und ist Erster Hornist der Washington Idaho Symphony. Er komponierte Kammermusik und Vokalwerke sowie elektronische Musik, die u. a. bei der Society for Electronic Music in the United States und beim 14. Florida Electronic Music Festival aufgeführt wurde.